# Scientisme
Begrebet scientisme dækker over en stærk tro på naturvidenskaben eller på bestemte videnskabelige forklaringer, eventuelt ud over disse forklaringers bæreevne.
Ligesom andre trosretninger kan scientisme række fra passioneret idealisme til fastfrossen dogmatik, der ikke tåler forandring og afviser al ny erkendelse. Dette kan komme til udtryk som et karaktertræk hos den enkelte person, eller være indbygget i en kultur via de bøger, der bruges i undervisningssystemet.
Scientisme kan opstå som modtræk til religion eller overtro, eller som modtræk til radikalt nye former for videnskab (se også paradigmeskift). På grund af scientisme tog det mange år at anerkende, at lyset har en hastighed, og at masse er energi.
| filosofi | Spire Denne filosofiartikel er en spire som bør udbygges. Du er velkommen til at hjælpe Wikipedia ved at udvide den. |

| Religion | Spire Denne religionsartikel er en spire som bør udbygges. Du er velkommen til at hjælpe Wikipedia ved at udvide den. |